# Monumento Natural Municipal da Carrapeta
O Monumento Natural Municipal da Carrapeta é uma área de conservação da cidade de Palmeiras, no estado brasileiro da Bahia, que foi criado para a proteção da área na qual se localiza parte do Vale do Capão.
Foi criado pelo decreto municipal 226/2015, que cita dentre os motivos para a sua instalação o "relevo acidentado, próximo da Serra do Sincorá, com recursos cênicos espetaculares, vegetação de cerrado, campos gerais e de altitude e vegetação rupestre alternados com vegetação arbórea, a biodiversidade com pássaros e animais como veados, pacas, tatus, etc que são objetos de caça", bem como o manancial do rio Riachinho que também corta o Parque Nacional da Chapada Diamantina.
Possui uma área de 67,7588 hectares, e fica distante 30 quilômetros da sede municipal.
A falta de cuidado com a área por parte da administração municipal levou o Ministério Público a instaurar inquéritos para apurar ilegalidades e a firmar com a prefeitura local um "termo de ajustamento de conduta" para regularizar o acesso, uso e administração da unidade de conservação consoante as normas ambientais.